# Vista del Lago
Vista del Lago är en ort i Mexiko.   Den ligger i kommunen Chapala och delstaten Jalisco, i den centrala delen av landet, 400 km väster om huvudstaden Mexico City. Vista del Lago ligger 1 587 meter över havet och antalet invånare är 108.
Terrängen runt Vista del Lago är kuperad norrut, men söderut är den platt.  Trakten runt Vista del Lago är nära nog obefolkad, med mindre än två invånare per kvadratkilometer. Närmaste större samhälle är Chapala, 8,7 km sydväst om Vista del Lago.